# 波爾查諾-魏爾斯特拉斯定理
波爾查諾-魏爾施特拉斯定理（英語：Bolzano–Weierstrass theorem）是数学中，尤其是拓扑学与實分析中，用以刻畫 {\displaystyle \mathbb {R} ^{n}}中的緊集的基本定理，得名於數學家伯納德·波爾查諾與卡爾·魏爾施特拉斯。波尔查诺-魏尔斯特拉斯定理说明，有限维实向量空间{\displaystyle \mathbb {R} ^{n}}中的一個子集{\displaystyle E}是序列緊緻（每個序列都有收斂子序列）当且仅当{\displaystyle E}是有界閉集。

## 历史
这个定理最早由伯纳德·波尔查诺证明，當他在證明介值定理時，附帶證明了這個定理，但是他的证明已经散佚。卡尔·魏尔施特拉斯独自发现并证明了这个定理。波尔查诺-魏尔施特拉斯定理是实分析中的基本定理。

## 基础概念
- 子列：也称为子序列。一个序列{\displaystyle (a_{n})_{n\in \mathbb {N} }}的一个子列是指在{\displaystyle (a_{n})_{n\in \mathbb {N} }}中抽取无穷多个元素，然后按照它们在原来序列里的顺序排列起来的序列。严格的定义是：如果存在一个从{\displaystyle \mathbb {N} }到{\displaystyle \mathbb {N} }的严格单调递增的映射{\displaystyle \phi }，使得{\displaystyle a_{\phi (n)}=b_{n},\;\forall n\in \mathbb {N} }，就称{\displaystyle (b_{n})_{n\in \mathbb {N} }}是{\displaystyle (a_{n})_{n\in \mathbb {N} }}的一个子列。
- 有界闭集：{\displaystyle \mathbb {R} ^{n}}中的有界闭集概念建立在给定的拓扑和度量上的。由于在有限维向量空间中所有度量等价，所以可以将{\displaystyle \mathbb {R} ^{n}}视为装备了欧几里德度量的度量空间（并且可以定义相应的范数）。{\displaystyle \mathbb {R} ^{n}}的子集{\displaystyle E}有界，当且仅当所有{\displaystyle E}中元素{\displaystyle x}的范数小于一个给定常数{\displaystyle K}。注意这时对应的拓扑是欧几里德范数诱导的自然拓扑。
- 序列紧致：称一个集合{\displaystyle S}是序列紧致的，是指每个由集合{\displaystyle S}中元素所组成的数列都包含收敛的子列，并且该子列收敛到集合{\displaystyle S}中的某个元素。

## 定理
波尔查诺-魏尔斯特拉斯定理可以视为刻画有限维实向量空间{\displaystyle \mathbb {R} ^{n}}中序列紧致集合的定理。波尔查诺-魏尔斯特拉斯定理的核心部分可以仅仅使用序列的语言来表示：
任一{\displaystyle \mathbb {R} ^{n}}中的有界序列{\displaystyle (a_{n})_{n\in \mathbb {N} }}都至少包含一个收敛的子列。:56
从这个定理出发，在给定的有界闭集{\displaystyle F}中任取一个序列，那么这个序列是有界的，从而至少包含一个收敛的子列。而从{\displaystyle F}的封闭性可知，这个子列作为{\displaystyle F}的一部分，其收敛的极限必然也在{\displaystyle F}中。所以可以推知：
任一{\displaystyle \mathbb {R} ^{n}}中的有界闭集必然序列紧致。:163
这个推论给出了{\displaystyle \mathbb {R} ^{n}}中集合序列紧致的充分条件。另一方面，可以证明序列紧致的集合必然是有界闭集。这样就将充分条件推进为充要条件：
{\displaystyle \mathbb {R} ^{n}}中的一个子集{\displaystyle E}是序列紧致的，当且仅当{\displaystyle E}是有界闭集。:163
由于有限维赋范向量空间都与装备了欧几里德范数的{\displaystyle \mathbb {R} ^{n}}同胚，所以以上的定理都可以扩展到任意有限维赋范向量空间。:132

## 证明
证明的关键是定理的核心部分，也就是定理1：任一{\displaystyle \mathbb {R} ^{n}}中的有界序列{\displaystyle (a_{n})_{n\in \mathbb {N} }}都至少包含一个收敛的子列。
任何实数列必然包含单调的子列。:55
设有实数列{\displaystyle (a_{n})_{n\in \mathbb {N} }}，定义集合：{\displaystyle X=\{a_{k};\ \forall n\geq k,\ a_{k}\geq a_{n}\}}。集合中的每个元素，都比序列中排在其后的所有元素都大。
- 如果{\displaystyle X}中有无限个元素，在其中取下标递增的一个数列，那么这个数列是{\displaystyle (a_{n})_{n\geq 0}}的子列，并且单调递减，构造完毕。
- 如果{\displaystyle X}中元素个数有限，那么设{\displaystyle N}为{\displaystyle X}中元素的下标中最大的一个。对任意{\displaystyle n>N}，考虑{\displaystyle a_{n}}，{\displaystyle a_{n}}不在集合{\displaystyle X}中，所以{\displaystyle a_{n}}之后至少会有一个元素大于{\displaystyle a_{n}}。换句话说，序列{\displaystyle (a_{n})_{n\in \mathbb {N} }}里面排在{\displaystyle a_{N}}後面的任一元素，它後面都必然还有一个比它大的元素。于是取{\displaystyle k_{0}=N+1}，{\displaystyle \scriptstyle k_{1}>k_{0}}为第一个大于{\displaystyle a_{k_{0}}}的元素的下标，{\displaystyle \scriptstyle k_{2}>k_{1}}为第一个大于{\displaystyle a_{k_{1}}}的元素的下标，依此类推，就可以得到{\displaystyle (a_{n})_{n\in \mathbb {N} }}的一个单调递增的子列。

综上可得，任何实数列必然包含单调的子列。
先考虑一维（也就是{\displaystyle n=1}）的情况。给定有界的实数列{\displaystyle (a_{k})_{k\in \mathbb {N} }}，取它的一个单调子列。不妨设这个子列单调递增，由于数列有上界，依据数列的单调收敛定理，这个子列必然收敛。
对于高维（{\displaystyle n\geqslant 2}）的情况，证明的思路是取多次子列。
设{\displaystyle (a_{k})_{k\in \mathbb {N} }=(a_{1k},a_{2k},\cdots ,a_{nk})_{k\in \mathbb {N} }\in \mathbb {R} ^{n}}为一个有界序列，则{\displaystyle n}个实数列{\displaystyle (a_{ik})_{k\in \mathbb {N} },1\leq i\leq n}都是有界数列。于是存在{\displaystyle (a_{k})_{k\in \mathbb {N} }}的子列{\displaystyle (a_{\phi _{1}(k)})_{k\in \mathbb {N} }}使得{\displaystyle (a_{1\phi _{1}(k)})_{k\in \mathbb {N} }}收敛。但是{\displaystyle (a_{\phi _{1}(k)})_{k\in \mathbb {N} }}仍是有界数列，因而存在子列{\displaystyle (a_{\phi _{2}(\phi _{1}(k))})_{k\in \mathbb {N} }}使得{\displaystyle (a_{2\phi _{2}(\phi _{1}(k))})_{\in \mathbb {N} }}也收敛（注意这里{\displaystyle (a_{1\phi _{2}(\phi _{1}(k))})_{k\in \mathbb {N} }}必然是收敛的）。在进行类似的{\displaystyle n}次操作后，我们就可以得到一个子列，使得{\displaystyle \forall 1\leq i\leq n,\ (a_{i\phi _{n}(\cdots \phi _{2}(\phi _{1}(k))\cdots )})_{k\in \mathbb {N} }}都收敛，也就是说存在子列{\displaystyle \ (a_{\phi _{n}(\cdots \phi _{2}(\phi _{1}(k))\cdots )})_{k\in \mathbb {N} }}收敛。证毕。

## 波尔查诺-魏尔斯特拉斯性质
在有限维度量空间中，波尔查诺-魏尔斯特拉斯说明了序列紧致的集合就是有界闭集。然而在一般的度量空间中，有界闭集不一定是序列紧致的。为此，拓扑学中将一般度量空间中的序列紧致称为波尔查诺-魏尔斯特拉斯性质。
设{\displaystyle K}为度量空间{\displaystyle (E;\;d)}的子集。若{\displaystyle K}中任一序列{\displaystyle (a_{n})_{n\in \mathbb {N} }}都包含一个收敛的子列，其极限也是{\displaystyle K}中元素，就称{\displaystyle K}具有波尔查诺-魏尔斯特拉斯性质。:598
如果度量空间本身满足波尔查诺-魏尔斯特拉斯性质，就称这个度量空间为紧空间。在度量空间中，波尔查诺-魏尔斯特拉斯性质等价于海恩-波莱尔性质：所有{\displaystyle K}的开覆盖都有限子覆盖:602。

## 外部連結
- Hazewinkel, Michiel (编), , , Springer, 2001, ISBN 978-1-55608-010-4
- A proof of Bolzano–Weierstrass Theorem （页面存档备份，存于）
- PlanetMath: proof of Bolzano–Weierstrass Theorem （页面存档备份，存于）
- Proof of Bolzano–Weierstrass Theorem as a rap （页面存档备份，存于）
- Demonstration of Bolzano–Weierstrass Theorem  （页面存档备份，存于）